# Jezioro Bąckie
Jezioro Bąckie (kaszb. Bãcczé Jezoro) – jezioro przepływowe na Pojezierzu Kaszubskim, położone na południowy zachód od Mirachowa w gminie Kartuzy, w powiecie kartuskim (województwo pomorskie). Jezioro Bąckie położone jest na obszarze Kaszubskiego Parku Krajobrazowego w kompleksie Lasów Mirachowskich. W pobliżu jeziora znajdują się rezerwaty przyrody Jezioro Lubogoszcz (na północy), Staniszewskie Błoto (na południu) i Kurze Grzędy (na zachodzie).
Ogólna powierzchnia: 22,02 ha
Przed 1920 jezioro nosiło nazwę niemiecką Bontscher See
Jezioro jest pozostałością po nieistniejącym Jeziorze Mirachowskim, z którego spuszczono wodę w 1862 r. w celu pozyskania terenów łąkowych.